# Báscones de Ebro

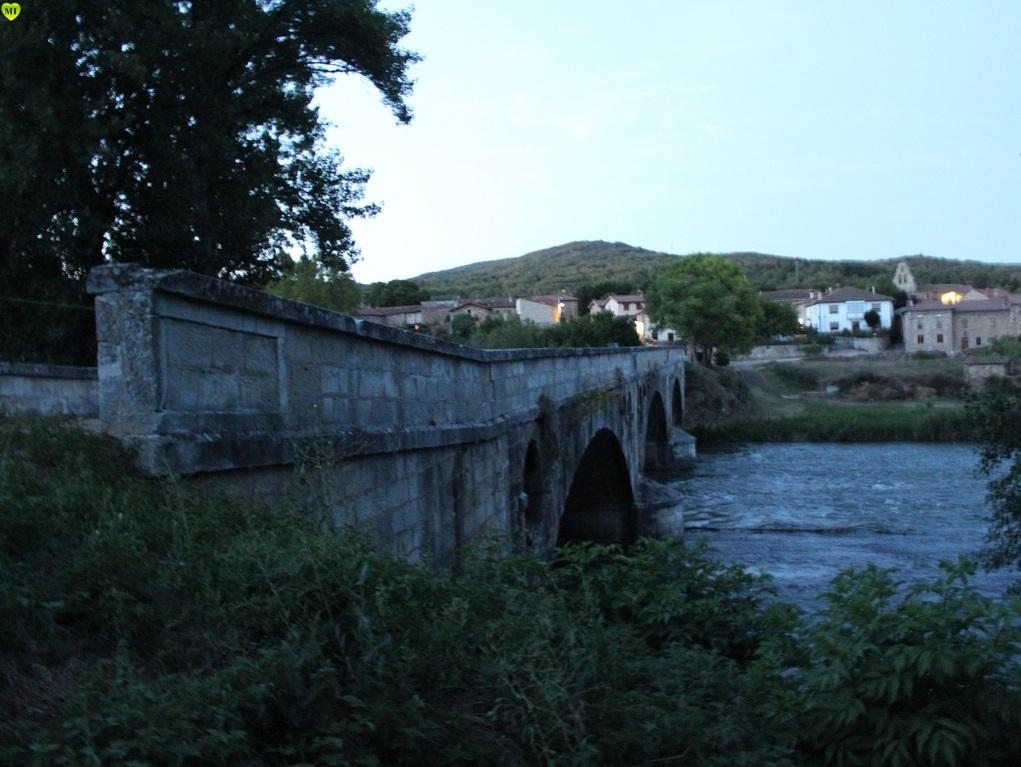
Puente sobre el río Ebro

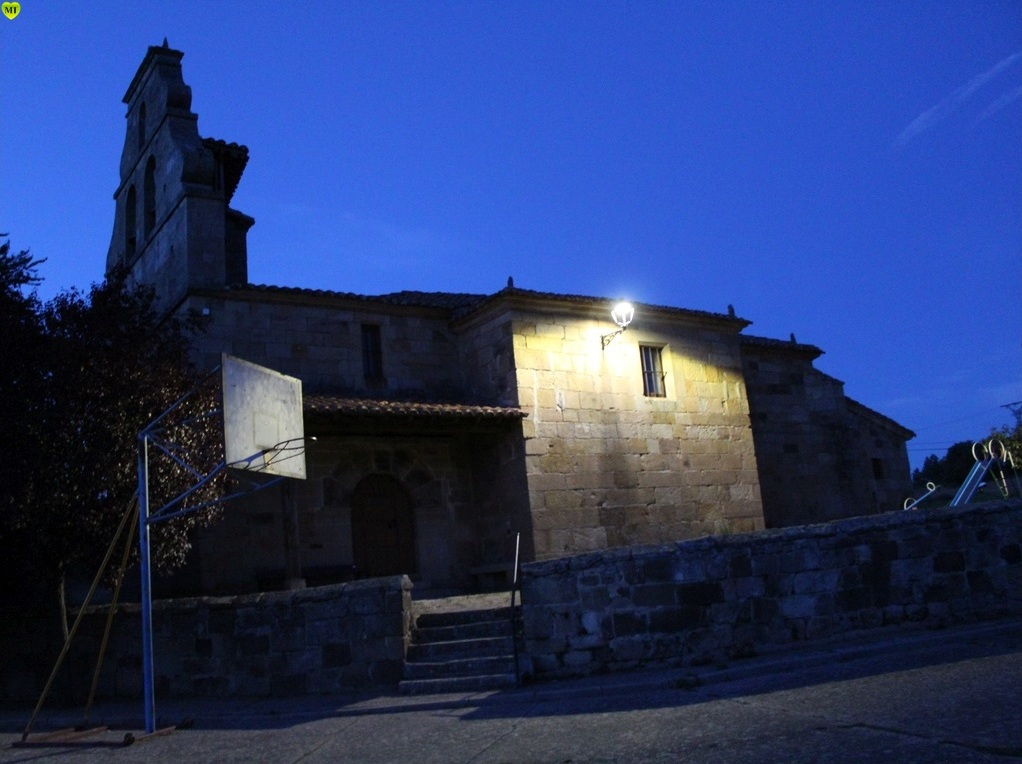
Iglesia de Santa María La Mayor

Báscones de Ebro es una localidad y pedanía española del municipio de Berzosilla, en la provincia de Palencia, en la comunidad autónoma de Castilla y León. Berzosilla constituye un enclave palentino entre las provincias de Cantabria y Burgos.
Limita al
- Norte: Bustillo del Monte
- Sur: Cuillas del Valle
- Este: La Puente del Valle
- Oeste: Cubillo de Ebro

Wikimapia: Localización de Báscones de Ebro

## Geografía
Está situado al pie del Valle que forma el Ebro.  Por tanto al norte como al sur tiene laderas relativamente pronunciadas para salvar el desnivel, al sur del páramo de La Lora y al norte, un relieve ondulado con pequeños vallejos por los que discurren corrientes de agua que llega a similar altitud que La Lora llegando a altitudes de casi 1000 m s. n. m. en Mata Cuadrada.

### Hidrografía
Báscones está a la margen izquierda del río Ebro; para pasar al otro lado y comunicar con los pueblos del margen derecho hay un puente llamativo.

## Carreteras
- Por el pueblo pasa la  CA-272  que conduce a Polientes y el puerto de Pozazal .

- Del pueblo sale la carretera  PP-6212  que cruza el río y comunica con los pueblos del sur.

## Demografía
Evolución de la población en el siglo XXI
| Gráfica de evolución demográfica de Báscones de Ebro entre 2000 y 2020 |
|                                                                        |
| Población de derecho (2000-2020) según el padrón municipal del INE     |

## Historia
Este pueblo se originó en la Alta Edad Media al socaire del nuevo modo de producción que generaba núcleos de poblamiento para el aprovechamiento de la tierra. Los pobladores,en este caso vascos, se asentaban en aquellos lugares que consideraban adecuados para cubrir sus necesidades. 
Estas fundaciones podían ser realizadas por personas libres que ocupaban la tierra y la dedicaban a la agricultura, ganadería y aprovechamiento en general de lo que había en el territorio. 
Este pueblo se encontraba en plena ruta del Ebro como así han mostrado algunos investigadores; ruta que desde La Rioja llegaba hasta estas tierras y más allá.
También parece que había alguna fortificación como testimonia la toponimia menor que denomina un lugar “Castillo de Moros”.
También se dedicaron al trabajo de la piedra pues parece que había buenos canteros.
Bascones tenía algunas peculiaridades idiomáticas como la palabra "zamina".

### Edad Contemporánea
Este pueblo es un enclave dentro de Valderredible. Así consta cuando se estableció la actual configuración provincial en 1833. Aparece citado en el diario de sesiones que trataron este tema entre 1821 y 1822.
También consta en aquellas publicaciones que describían los pueblos en el siglo XIX como es el realizado por el navarro Pascual Madoz.

### 2.ª República
Con la sublevación de 1936 este territorio quedó en el que era leal al gobierno de La República.  Por tanto, durante la guerra civil española, el municipio estuvo en territorio gubernamental hasta que fue ocupado por el bando sublevado.

## Etimología
Su nombre alude al etnónimo vascones, origen de sus primeros habitantes, mientras que "de Ebro" se refiere a que tal río pasa por su término.

## Arquitectura
Como el pueblo, la iglesia también es de la Edad Media; de estilo gótico, nave cubierta con bóveda de crucería. Su retablo mayor es del siglo XVIII con una escultura de una madre y su hijo del siglo XVI. En el lado de la epístola hay un tabernáculo del siglo XVI.

## Enlaces externos

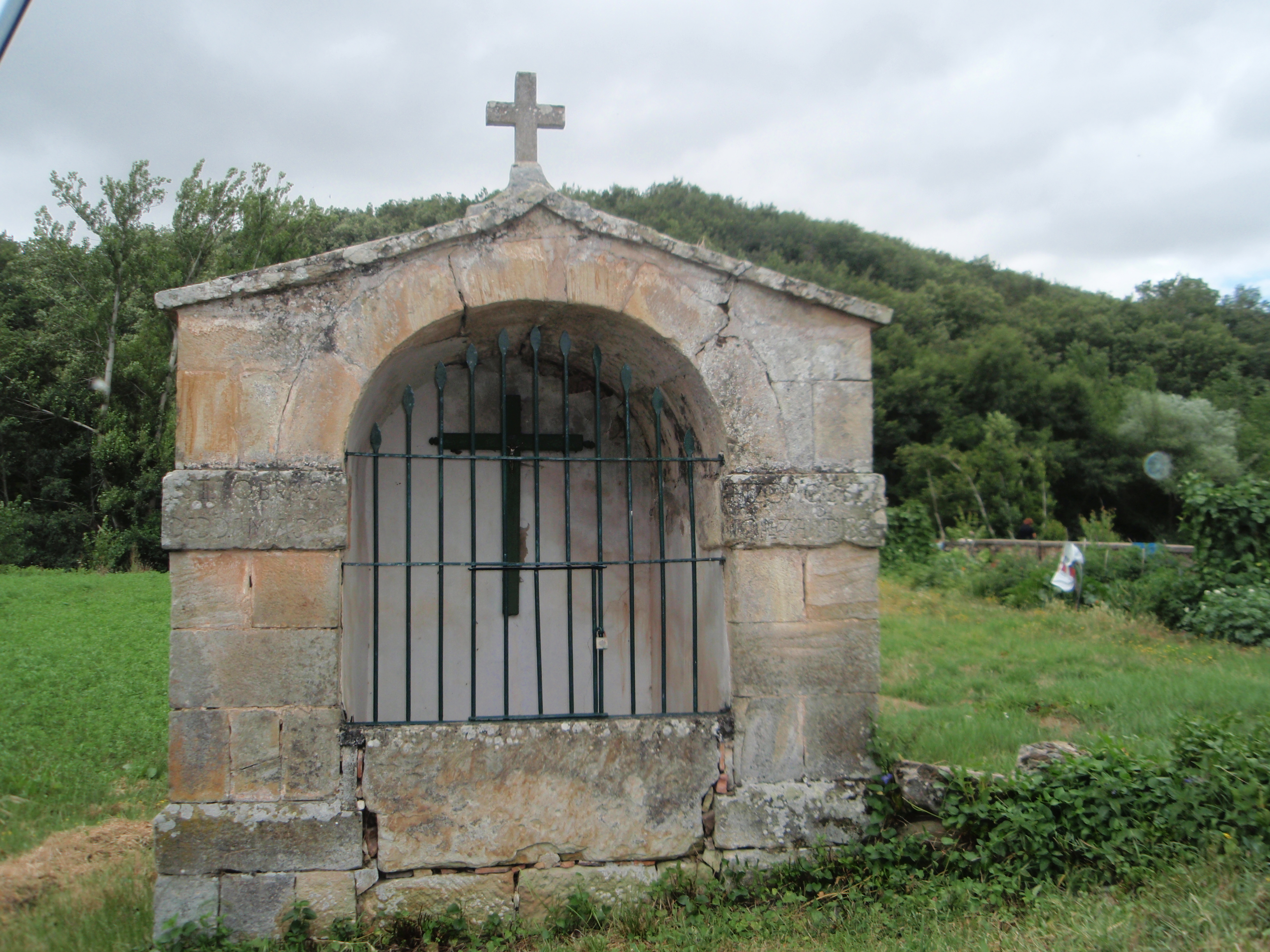
Pequeña ermita en Báscones de Ebro.